# ميخائيل جوردن
ميخائيل جوردن (بالإنجليزية: Michael Jordan)‏ (7 أبريل 1984 في المملكة المتحدة - ) هو لاعب كرة قدم بريطاني في مركز حراسة المرمى. شارك مع منتخب إنجلترا تحت 17 سنة لكرة القدم ومنتخب إنجلترا تحت 19 سنة لكرة القدم. أما مع النوادي، فقد لعب مع إيستبورن بوروه وبوريهام وود إف سي وستيفيناغ بوروه ونادي أرسنال ونادي تشيسترفيلد ونادي فارنبوروه ونادي ليويس ويوفل تاون وكونكورد رينجرز.

## وصلات خارجية
- ميخائيل جوردن على موقع قاعدة بيانات كرة القدم.إي يو (الإنجليزية)
- ميخائيل جوردن على موقع Soccerbase.com (لاعب) (الإنجليزية)